# Dhala
Dhala o Dhali` (en árabe:الضالع, transliteración: Aḍ-Ḍāli'), también conocido como Amiri (en árabe:الأميري, transliteración: Al-'Amīrī) fue un estado del protectorado británico de Adén, de la Federación de Emiratos Árabes del Sur, y su sucesora, la Federación de Arabia del Sur. Su capital era la ciudad de Dhala (Ad Dali'). 

## Historia
Tras ser un estado que pagaba tributos a los imanes zaiditas de Yemen, los emires de Dhala de la dinastía Amiri cayeron bajo la protección británica a inicios del siglo XX, formando parte del Protectorado de Adén. El emirato fue miembro fundador de la Federación de Emiratos Árabes del Sur desde 1959 y de la Federación de Arabia del Sur en 1963. Los Montes Radfán, nominalmente bajo control de los Amiris de Dhala, fueron escenario de fieros enfrentamientos entre fuerzas del ejército británico y las fuerzas Qutaibis locales durante la Emergencia de Adén a mediados de los años 1960. El último emir, Shafaul ibn Ali Shaif Al Amiri, fue depuesto y el estado de Dhala abolido en 1967, integrándose a la naciente República Popular de Yemen del Sur, por lo que la región es actualmente parte de Yemen.